# ناز سفید
ناز سفید (نام علمی: Sedum album) نام یک گونه از سرده ناز است.

## نگارخانه

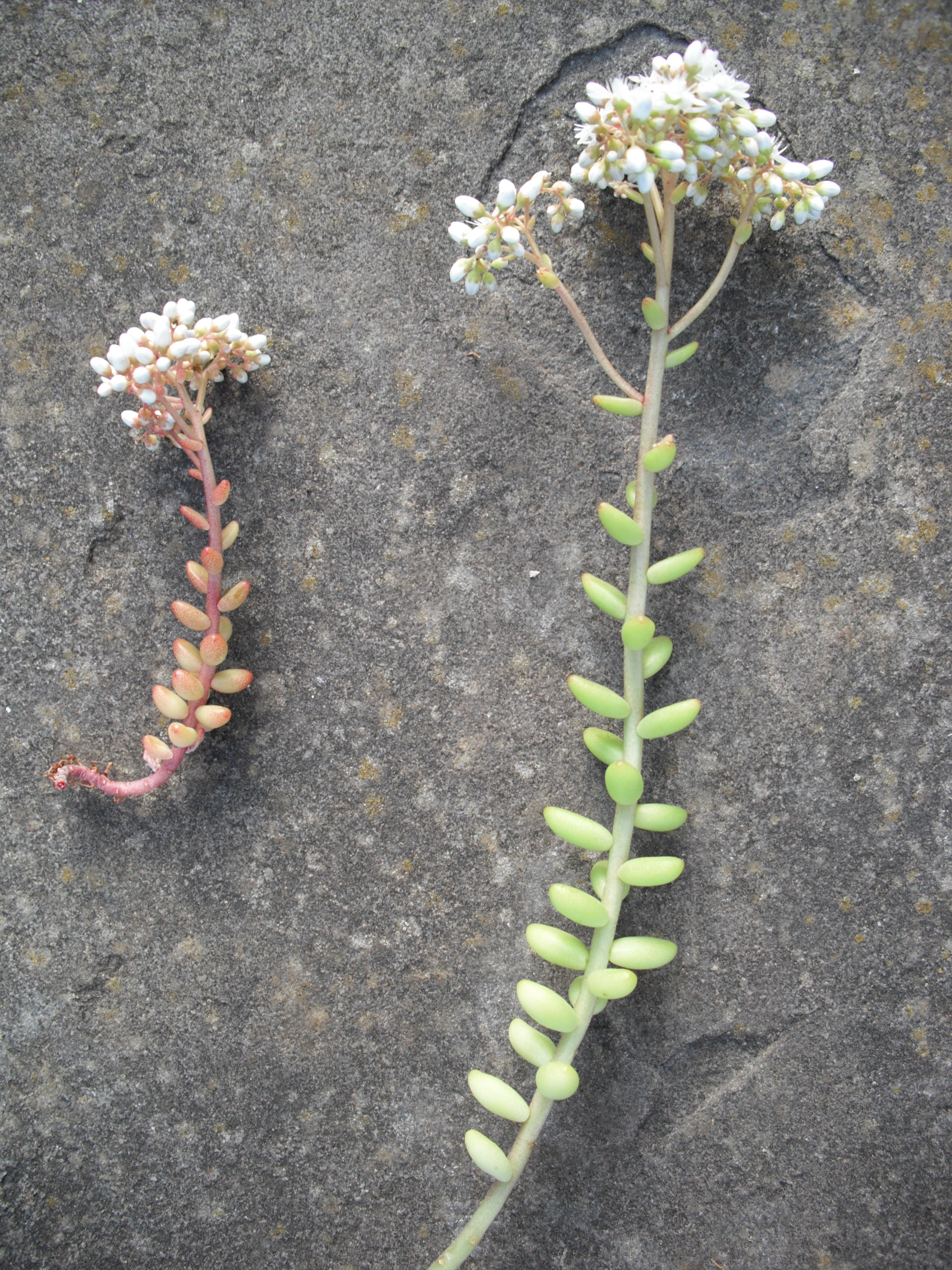